# Citrus warburgiana
Citrus warburgiana, comúnmente conocido como lima silvestre de Nueva Guinea o kakamadu, es un árbol perteneciente al género Citrus, dentro de la familia de las rutáceas. Es endémica de Papúa Nueva Guinea.

## Descripción
La lima silvestre de Nueva Guinea es un árbol que crece muy lentamente, con hojas alargadas, elípticas y de color verde oscuro. Puede alcanzar los 12 metros de altura y sus flores son pequeñas y de color blanco.

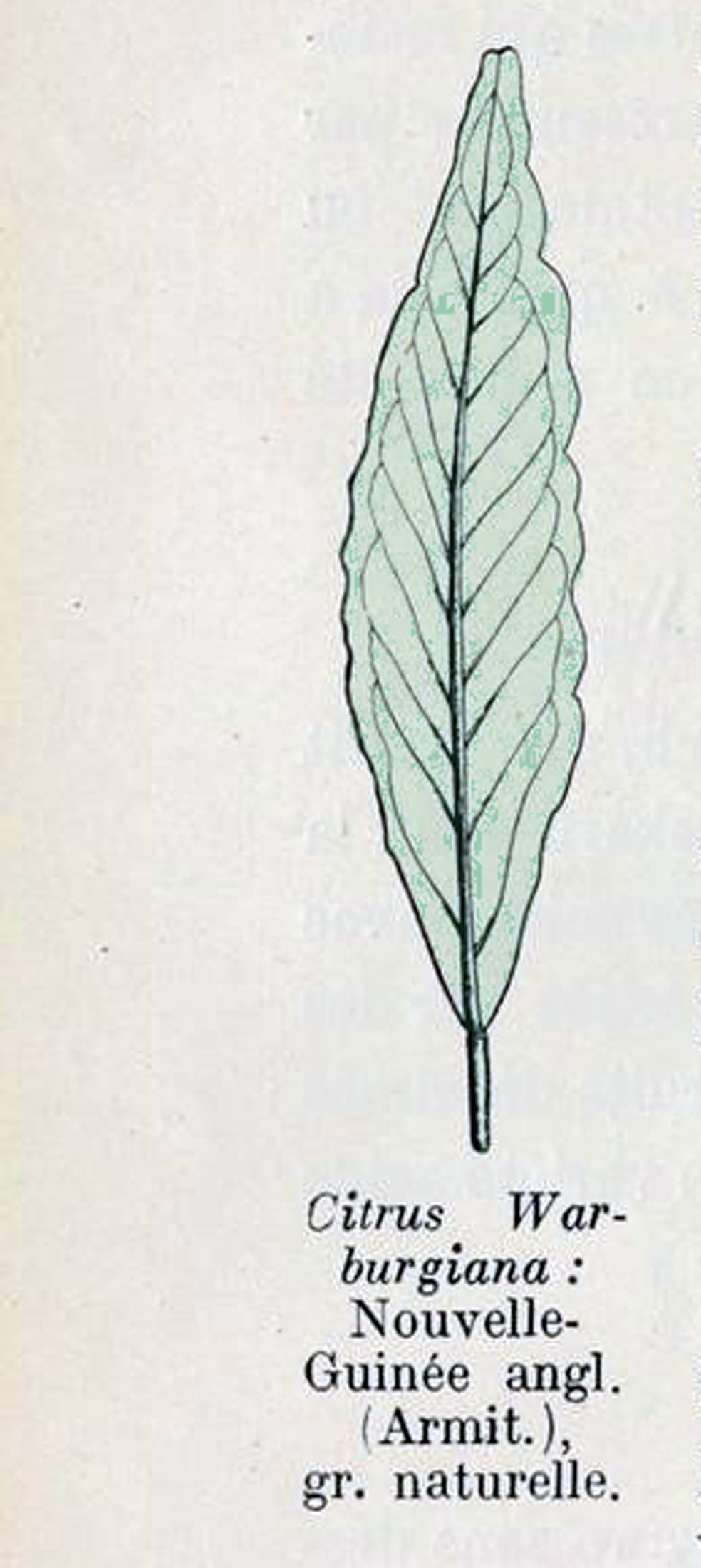
Dibujo detallado de la hoja

El fruto, de forma globosa, es pequeño y redondo, de unos 3 cm de diámetro. Su interior presenta de 3 a 6 segmentos y contiene entre 5 y 7 semillas. Además su piel es de color verde oscuro.

## Distribución y hábitat
Es endémica de la costa sur de la península de Papúa, cerca de Alotau (Papúa Nueva Guinea) y crece principalmente en el bioma tropical húmedo.

## Taxonomía
Citrus warburgiana fue descrito por el botánico australiano Frederick Manson Bailey y publicada por primera vez en Annual Report on British New Guinea 142 en 1901.

Etimología
- Citrus: nombre genérico que proviene del latín citrus, que se refiere a los árboles y arbustos que producen frutas cítricas, como limones, naranjas y limas. El término citrus tiene sus raíces en el griego antiguo κίτρον (kítron), que significa 'cítricos' o 'fruto de cítricos'.
- warburgiana: epíteto específico otorgado en honor al botánico alemán Ernst Christian Friedrich Warburg, quien realizó contribuciones significativas al estudio de las plantas y la botánica.[4]

## Usos
Los indígenas de Nueva Guinea, así como los primeros colonos, han utilizado sus frutos como fuente de alimento. Además, actualmente los podemos encontrar en la cocina australiana moderna formando parte de mermeladas y salsas.